# Подревский, Константин Николаевич
Константи́н Никола́евич Подре́вский (1 января 1888, Туринск, Тобольская губерния, — 4 февраля 1930, Москва) — русский поэт, композитор, музыкант, переводчик, автор стихов к известному во многих странах мира романсу «Дорогой длинною».

## Биография
Константин Николаевич родился в Туринске, в Тобольской губернии. Его отец, Николай Николаевич, был уроженцем города Новозыбков и происходил из русской разночинской семьи. Мать Константина, Зоя Игнатьевна Лисовская, урождённая Винцентина Вильгельмина Лисовская (1862 (?) — не ранее 1925), была потомственной польской революционеркой, после Восстания 1863 года её семья была отправлена в Сибирь. Там же жила и семья Подревских. В Туранске Николай и Винцетина познакомились. Лисовская приняла Православие и вместе с ним новое имя — Зоя Игнатьевна, и они поженились. Николай активно участвовал в создании газеты «Сибирский листок», выходившей в Тобольске, был составителем книги «Поездка на Северный Урал летом 1892 года» (1895, переиздание 2004). В 1894 году Николай Николаевич Подревский, получив право на возвращение из Сибири, переехал в Астрахань, где работал в управлении рыбных и тюленьих промыслов до 1900 года. Здесь он стал давать частные уроки, готовить к сдаче экзамена на аттестат зрелости. После ухода со службы сосредоточился на педагогической деятельности.
Константин Подревский поступил учиться в Первую Астраханскую гимназию, которую окончил в 1906 году. После этого поступил на юридический факультет Киевского университета. В Киеве впервые опубликовал свои стихи — в 1910 году в «Студенческом альманахе». В этом же году женился на Вере Александровне Микулиной (1885—1956), родной племяннице Николая Егоровича Жуковского. Она была поэтессой и печаталась под псевдонимом «Вера Жуковская».
В годы Первой мировой войны Константин переехал в Москву. В 1916 году бы призван на воинскую службу рядовым солдатом. После революции демобилизовался. Супруги жили в Москве сперва на Арбате, а затем в Большом Конюшковском переулке. Здесь у Константина была настоящая творческая мастерская, куда приходили его знакомые поэты. Полгода супруги Подревские жили под одной крышей с поэтом Андреем Белым. Холодной и голодной зимой 1919—1920 года Константин едва не умер от тифа. В конце 1920 года его брак распался.
С 1922 года Подревский считал себя профессиональным литератором и указывал это в анкетах. К некоторым своим стихам он сочинил мелодии, и они стали популярными песнями и балладами того времени («Шах в гареме», «Весёлые апаши», «Кашерленго-капитан» и другие). С 1923 года Константин Николаевич работал вместе с Борисом Фоминым и другими композиторами, выступал как автор текстов оперетт, скетчей, сценок, песен. Его произведения с успехом исполнялись на эстраде. В период НЭПа Подревский служил секретарём секции бюро эстрады Всероссийского общества драматических писателей и композиторов (Драмсоюз). Написал стихи романсов «Мы с тобой навек разлучены», «Вечера забытые», «Брось тревогу», «Моя золотая», «Твои глаза зелёные», «Шелковый шнурок» и полторы сотни других. В его архиве сохранилось также несколько поэтических переводов.
Самый знаменитый романс К. Подревского «Дорогой длинною» с музыкой Бориса Фомина написан в 1924 году, хотя наибольшую известность песня получила в переработке и с дополнительными куплетами Александра Вертинского в то же время. Поэтому едва ли можно считать исключительно Константина Подревского автором слов.
Второй женой Константина стала Анна Ивановна Лямина (урождённая Степанова, 1898—1974), у которой был малолетний сын от первого брака — Андрей Глебович Лямин.
Летом 1929 года произведения Подревского и его соавторов, в том числе знаменитый романс «Дорогой длинною», были запрещены как контрреволюционные; с 14 по 20 июня в Ленинграде прошла Всероссийская музыкальная конференция, которая запретила исполнение и издание любых романсов. Самого Константина Николаевича объявили «нэпмановским», «упадочным» и «кабацким» подпевалой. Для него это было большим ударом. В 1929 году Константин несвоевременно подал фининспектору декларацию о доходах, за что правление Драмсоюза описало всё его имущество, а ему присудило огромный штраф. После этих потрясений Константин заболел, впал в невменяемое состояние, от которого так и не оправился до смерти.
Умер Подревский 4 февраля 1930 года. Похороны его прошли спешно, в обстановке непрекращающегося назойливого контроля со стороны властей. Тело было кремировано, урна с прахом захоронена в закрытом колумбарии Донского кладбища в Москве.